# Hugo Rahner
Hugo Rahner fue un alemán jesuita, teólogo, nacido el 3 de mayo de 1900 en Pfullendorf (Baden) y fallecido el 21 de diciembre de 1968 en Múnich. Fue Decano y Presidente de la Universidad de Innsbruck y el hermano mayor de Karl Rahner.

## Primeros años
Entró en la orden jesuita en 1919 y fue enviado a Valkenburg, Holanda para sus estudios teológicos y filosóficos. Ordenado sacerdote en 1929, completó su doctorado en teología en 1931, tras lo cual trabajó en su doctorado en filosofía. Desde 1937, enseñó en la Facultad de Teología en Innsbruck (Austria), que se especializa en la patrología e historia del dogma católico. Los nazis forzaron su dimisión y exilio de 1940-1945.

## Iglesia y el Estado
Después de la guerra, fue nombrado decano y, posteriormente, presidente de la Universidad de Innsbruck. Su trabajo se centró en la relación entre la Iglesia y el Estado en los primeros años del cristianismo. En numerosas documentaciones, Rahner trató de revivir el entusiasmo de los primeros cristianos de la Iglesia.

## Escritos selectos
- Nuestra Señora y la Iglesia
- Eine Theologie der Verkündigung, Friburgo 1939;
- Abendländische Kirchenfreiheit, Einsiedeln / Köln 1943;
- Mater Ecclesia - Lobpreis der Kirche aus dem ersten Jahrtausend, Einsiedeln / Köln 1944;
- Mariens Himmelfahrt und das Priestertum, Innsbruck 1951;
- Der Mensch spielende, Einsiedeln 1952;
- Mueren Kirche - Gottes Kraft en menschlicher Schwäche, Friburgo 1956;
- Ignacio von Loyola. Geistliche Briefe, Einsiedeln / Köln 1956;
- Ignacio von Loyola. Briefwechsel MIT Frauen, Friburgo 1956;
- Griechische Mythen in Christlicher Deutung, Zürich 1957/Basel 1984;
- Sinn der Geschichte - und Geschichte Persönlichkeit, Kevelaer 1959;
- Himmelfahrt der Kirche, Friburgo 1961;
- Kirche und Staat im frühen Christentum, München, 1951;
- Maria und die Kirche. Zehn Kapitel über das Leben geistliche, Innsbruck 19512;
- Symbole der Kirche, Salzburgo 1954;
- Abendland, Friburgo 1966.